# 前高加索
前高加索是高加索山脉前麓地带的称呼，它包括从頓河和伏尔加河以南至高加索山脚的地区。在行政管理方面这个地区包括至北高加索各共和国边境的所有地区。北高加索与前高加索一起构成南部聯邦管區。
45°00′N 43°30′E / 45°N 43.5°E